# مجموعة 8 (السويد)
كانت المجموعة الثمانية (باللغة السويدية: (Grupp 8 منظمة نسوية في السويد، أسستها ثماني نساء في ستوكهولم في عام وقد تناولت المنظمة العديد من القضايا النسائية مثل: المطالبة بتوسعات رياض الأطفال، و 6 ساعات عمل، والأجر المتساوي العمل على قدم المساواة ومعارضة المواد الإباحية. في البداية كان مقر المنظمة في ستوكهولم، ولكن في وقت لاحق تم انضمام مجموعات لمحلية في جميع أنحاء البلاد، على الرغم من أن المجموعة الثامنة حلت في أوائل عام 2000، إلا أن تأثيرها على الحركة النسائية في السويد لا يزال سائدًا.

## البداية
كان المؤسسون الثمانية المؤسسون للمنظمة في عام 1968 هم: Barbro Back Berger و Birgitta Bolinder و Gunnel Granlid و Birgitta Svanberg و Greta Sörlin و Ulla Torpe و Anita Theorell و Asa Åkerstedt. ولدعمهم لقد عقد الأديب العالمي السويدي وعضو في مشروع أدب النسائي بجامعة أوبسالا، كارين ويستمان بيرغ، مؤتمراً حول المساواة بين الجنسين عام 1967 حضره مؤسسوا المجموعة الثامنية. كان في هذا المؤتمر النواة التي اجتمعت النساء الثمانية به لأول مرة.
بحلول عام 1970، زادت المجموعة إلى 16 عضوا، كلهم يعملون تحت شعار «القطاع الخاص سياسي»، والذي كان يهدف إلى الاعتراف بالنضالات النسائية وبعد أربع سنوات فقط من ظهور المجموعة الثامنة في ستوكهولم، ظهرت ثلاث وأربعون مجموعة ثمانية مع كل عشرة أعضاء، مجموعة أكبر 8، مع ما يقرب من خمسة وثلاثين عضوا، تتحقق في نهاية المطاف في مدينة سويدية أخرى - مالمو.

## المساواة والنسوية
كانت لدى الولايات المتحدة والدول الأوروبية الأخرى طريقتها الخاصة في تحقيق المساواة بين الجنسين في الستينيات والسبعينيات، في الولايات المتحدة، ركزت الحركة النسائية في الستينات، من بين أمور أخرى، على عدم المساواة في مكان العمل، فقط 38٪ من النساء يشغلن بوظائف، وكانت هذه الوظائف مقتصرة على المعلمين والممرضات والأمناء، خلال هذه الفترة كانت معظم هن من النساء صاحبات البشرة البيضاء والمتعلمات تعليم عالي، وشعرن بالغضب من أنهن محصورات في المنزل. قررت مجموعة من النساء، بما في ذلك بيتي فريدان، تأسيس منظمة لمكافحة هذا التمييز بين الجنسين يسمى المنظمة الوطنية للنساء (NOW) لقد أدرجت النسويات الأميركيات أنفسهن على مستوى الدولة والسياسة المحلية والوطنية منذ الستينيات. في بريطانيا، لعبت النسويات المزيد من الدور الثانوي، لدى بريطانيا نظام مركزي مغلق وتفتقر إلى شبكات السياسة، لقد طور كل من الأمريكيين والبريطانيين معارضة الجماعات النسوية وخففوا من قدرتهم على الشروع في سياسات سياسية.
على النقيض من الولايات المتحدة وبريطانيا، حققت الحركة النسائية السويدية العديد من أهدافها فيما يتعلق بالمساواة بين النساء. على الرغم من أن نهج السويد لم يكن فعالاً للغاية، إلا أنها ما زالت تلعب دوراً هاماً للغاية في وضع سياسات عدم التمييز. بدأت النساء في السويد بتحرير أنفسهن من مجتمعهم الأبوي في وقت مبكر من القرن السابع عشر. سمح لهم بالذهاب إلى المدرسة، والقيام بأعمال تجارية بأسمائهم، واكتسبوا حقوقًا متساوية في الميراث. على الرغم من أنها أحرزت بعض التقدم، إلا أن النساء السويديات ما زلن يواجهن العديد من العقبات في طريق منعهن من الوصول إلى المساواة الكاملة. لم يتم إنشاء المجموعة الثامنة حتى عام 1968.
ناقشت المجموعة 8، وهي حركة نسائية ناشطة في السويد، قضايا مختلفة، مثل المطالبة بتوسعات رياض الأطفال، وساعة عمل مدتها 6 ساعات، ومساواة في الأجر عن العمل المتساوي، ومعارضة المواد الإباحية. في البداية كان مقر المنظمة في ستوكهولم، ولكن في وقت لاحق تم تأسيس المجموعات المحلية في جميع أنحاء البلاد. تألفت المجموعة الثامنة من حوالي 1000 عضو ولكن لم يكن لها قائد حقيقي. لقد خلقت نساء المجموعة 8 إحساسًا بالنشاط السياسي من خلال استخدام وسائل الإعلام. لقد حرصوا على توظيف كتابات وكتابات النساء النسويات من قبل هاتين الصحيفتين الرئيسيتين في السويد، مما سمح بسماع صوت نسوي من قبل الجميع. كما رعت المجموعة مساكن مخصصة للنساء فقط من أجل المساعدة في حماية وتقوية وتمكين النساء من السكان. للأسف، لم تصبح المجموعة 8 منظمة قوية باستمرار لأنها كانت تركز على الفصل أكثر من التركيز على الجنس. منذ ذلك الحين، تلاشى تأثير المجموعة الثامنة وجهودها نحو المساواة كثيرًا، على الرغم من أن المجموعة 8 لم تعد تحتل مكانة هامة في الحركة النسوية، فإنها لا تزال تصدر قضية في مجلتهم "Kvinnobulletinen"، كل شهر بدأت «كفينوبوزيسين»، المعروفة أيضًا باسم «نشرة النساء»، من قبل غونيلا ثورجرين، التي كانت رئيسة التحرير من 1970 إلى 1975. تم إصدار المجلة لأول مرة في عام 1970 وتغطي العديد من القضايا النسائية مثل الدعارة والنقابية والمرأة في مكان العمل والغيرية والمثلية الجنسية.

## الهيكل السياسي السويدي
كدولة ديمقراطية ليبرالية، لا يوجد لدى النظام السويدي في العادة معارضة تذكر لإطار وقواعد حل النزاع، تمنح الحكومة المحلية السلطة للجان التنفيذية للحكم على مستوى المجتمع، وهذا يميز السياسة السويدية فضلاً عن انخفاض مستوى نشاطها السياسي، باستثناء التصويت. المسؤولون السويديون عادة ما يشتبهون في الجماعات النسائية الموجودة في السويد، هذا يرجع في المقام الأول إلى هيكل المنظمات النسائية كونها أكثر تقليدية بدلا من «التحررية», لأن النموذج الحكومي يؤكد على الإجماع، عادة ما تواجه الأقليات صعوبات في تطوير وتنفيذ حركات لقضيتهم.
ومع ذلك، في عام 2005، تم تشكيل حزب سياسي نسوي (مبادرة نسوية) وأعلن في النهاية أنه سيعين مرشحين للانتخابات في المستقبل. هذا الحزب السياسي، الذي تأثر في الأصل بالمجموعة 8 والمنظمات المماثلة، حصل على 2500 عضو مثير للإعجاب.

## تأثيراتهن
في عام 1971، أعادت المجموعة بإطلاق مظاهرات يوم المرأة العالمي وبدأت أيضًا في نشر Kvinnobulletinen
وبحلول 8 أبريل 1972، تم تجميع معرض خاص بالنساء من قبل المجموعة 8 في المتحف الحديث - وهو متحف للفن الحديث في ستوكهولم. في وقت لاحق، في نفس العام، تُعزى المجموعة الثامنة إلى انعكاس قام به وزير المالية، غونار شتراغ. كان لديهم ثلاثة مطالب واضحة: حق المرأة في العمل والرعاية النهارية والتعليم.
في عام 1973، انفصل قسم شعر بأن هناك حاجة إلى مزيد من التركيز على النضال الطبقي، وشكل النساء العاملات.
بعد تقديم مساهمات قيّمة في القضايا الاجتماعية السويدية، تراجعت أهمية المجموعة الثامنة للنسوية في السويد في نهاية السبعينيات. وفي السويد، كان بعض أكبر المستفيدين من تأثير المجموعة الثامنة يشمل المنظمة الوطنية لمأوى النساء والفتيات في السويد (ROKS) والمبادرة النسائية.